# Copa de Plata de Futsal AFA
La Copa de Plata de Primera División es una competición argentina de fútbol sala que es disputada por los clasificados de la 9.ª a la 16.ª posición al terminar la fase regular de la Primera División.
El campeón obtiene el derecho a participar de la Supercopa de Futsal AFA de la siguiente temporada.

## Forma de disputa[1]
Desde su creación hasta la temporada 2024 inclusive, la Copa se jugo con el formato de todos contra todos, a una sola rueda. Consagrándose campeón el equipo que más puntos sume.
A partir de la temporada 2025 el torneo se disputa a eliminación directa a partido único. Disputándose el partido en el estadio del club mejor clasificado en la temporada regular.

## Historial
| 2019 | SECLA                                  | Ferro                                  |                                        |                                        |                                        |                                        |
| 2020 | No se disputó por Pandemia de Covid-19 | No se disputó por Pandemia de Covid-19 | No se disputó por Pandemia de Covid-19 | No se disputó por Pandemia de Covid-19 | No se disputó por Pandemia de Covid-19 | No se disputó por Pandemia de Covid-19 |
| 2021 | No se disputó por Pandemia de Covid-19 | No se disputó por Pandemia de Covid-19 | No se disputó por Pandemia de Covid-19 | No se disputó por Pandemia de Covid-19 | No se disputó por Pandemia de Covid-19 | No se disputó por Pandemia de Covid-19 |
| 2022 | SECLA                                  | Independiente                          |                                        |                                        |                                        |                                        |
| 2023 | Ferro                                  | América del Sud                        |                                        |                                        |                                        |                                        |
| 2024 | América del Sud                        | SECLA                                  |                                        |                                        |                                        |                                        |

### Títulos por club
| Equipo          | Títulos | Subtítulos | Años campeón | Años subcampeón |
| --------------- | ------- | ---------- | ------------ | --------------- |
| SECLA           | 2       | 1          | 2019, 2022   | 2024            |
| Ferro           | 1       | 1          | 2023         | 2019            |
| América del Sud | 1       | 1          | 2024         | 2023            |
| Independiente   | 0       | 1          |              | 2022            |